# Ене Ергма
Ене Ергма (Ene Ergma; нар. 29 лютого 1944 р., Раквере ) — естонський політик, член Рійгікогу (естонського парламенту) та вчена. Вона була членом політичної партії «Союз Pro Patria» та «Res Publica», а до злиття двох партій - членом «Res Publica Party». 1 червня 2016 року Ергма оголосила про вихід з партії, оскільки партія втратила свою ідентичність і стала популістською. 

## Освіта та наукова кар’єра
Ергма отримала диплом cum laude (еквівалент бакалавра / магістра) з астрономії та доктора фізико-математичних наук у МДУ ім. Ломоносова, а також ступінь доктора наук в Інституті космічних досліджень, Москва. До вступу в політику вона працювала професором астрономії в Університеті Тарту, Естонія (з 1988). У 1994 році вона була обрана до Естонської академії наук . Більшість її наукових досліджень було зроблено щодо еволюції компактних об'єктів (таких як білі карлики та нейтронні зірки ), а також сплесків гамма-променів.

## Політична кар’єра
З березня 2003 р. по березень 2006 р. Ергма був спікером Рійгікогу. З березня 2006 року по квітень 2007 року вона була другим віце-президентом Рійгікогу. 2 квітня 2007 року вона була переобрана спікером Рійгікогу і зберігала посаду до березня 2014 року. 
Ергма була єдиним кандидатом у першому турі президентських виборів 2006 року в Рійгікогу 28 серпня 2006 року. Вона набрала 65 голосів, що на 3 голоси менше, ніж принаймні 2/3 голосів Рійгікогу, необхідних для виборів.
Вона також балотувалася разом з Воллі Калм та Біруте Клаас на пост президента Тартуського університету, але не була обрана.
Вона є головою Комітету з космічних досліджень Рійгікогу. 